# Linaria ramosa
Linaria ramosa är en grobladsväxtart som först beskrevs av Grigorij Silych Karelin och Kir., och fick sitt nu gällande namn av Kuprian.. Linaria ramosa ingår i släktet sporrar, och familjen grobladsväxter. Inga underarter finns listade i Catalogue of Life.